# Polydora narica
Polydora narica är en ringmaskart som beskrevs av S.F. Light 1969. Polydora narica ingår i släktet Polydora och familjen Spionidae. Inga underarter finns listade i Catalogue of Life.